# Norodom Sihanouk
Norodom Sihanouk (tiếng Khmer: នរោត្តម សីហនុ, phát âm như "No-rô-đom Xơi-ha-nụ" hay "No-rô-đom Xi-ha-núc, phát âm tiếng Khmer: [nɔroːɗɑm səjhanuʔ],  phát âm tiếng Pháp: [noʀodɔm sjanuk]; 31 tháng 10 năm 1922 – 15 tháng 10 năm 2012) là cố Quốc vương, Thái thượng vương của Vương quốc Campuchia.
Ông từng là vua của Campuchia trong nhiều giai đoạn cho đến ngày thoái vị để nhường ngôi cho quốc vương Norodom Sihamoni (7 tháng 10 năm 2004). Sihanouk là con trai của cựu quốc vương Norodom Suramarit và vương hậu Sisowath Kossamak. Sihanouk đã đảm nhiệm nhiều chức vụ khác nhau kể từ 1941, nhiều vị trí đến nỗi Sách Kỷ lục Guinness đã đưa ông vào danh sách các chính khách giữ nhiều chức vụ nhất, bao gồm 2 lần làm vua, 2 lần thái tử, 1 lần chủ tịch nước, 2 lần thủ tướng và một lần quốc trưởng Campuchia và nhiều chức vụ khác nữa của chính phủ lưu vong. Phần lớn là chức vụ hình thức, kể cả lần cuối làm vua (trị vì nhưng không cai trị). Thời gian trị vì thực sự của ông là từ 9 tháng 11 năm 1953 đến 18 tháng 3 năm 1970 (khi bị Lon Nol phế truất chức vụ Quốc trưởng).

## Thời niên thiếu
Sihanouk học tiểu học tại Phnôm Pênh (École François Baudoin), học trung học tại Sài Gòn (Lycée Chasseloup Laubat) cho đến khi lên ngôi, sau đó học tại trường võ bị Saumur, Pháp. Khi vua Sisowath Monivong (ông ngoại của Sihanouk) băng hà vào ngày 23 tháng 4 năm 1941, Hội đồng Tôn vương đưa Sihanouk lên ngôi vua. Ông đăng quang vào tháng 11 năm 1941.

## Thời kỳ trị vì

### Giai đoạn 1941–1945
Trong giai đoạn 1941–1945 vua Sihanouk chưa bộc lộ xu hướng dân tộc chủ nghĩa của mình. Khi người Pháp bắt giữ, khép án chung thân và đày ra Côn Đảo, các trí thức tập hợp xung quanh Viện Phật giáo và báo Khmer Nagarawatta vì lên kế hoạch bắt giữ các quan chức Pháp và tuyên bố độc lập sau khi một phần đất ở miền Tây Campuchia bị Thái Lan chiếm, Sihanouk đã không bày tỏ thái độ phản đối.

### Giai đoạn 1945–1953
Tháng 3 năm 1945, sau khi Nhật đảo chính Pháp ở Campuchia, cơ quan an ninh quân sự Kempeitai khuyên Norodom Sihanouk nên tuyên bố độc lập và lãnh đạo chính quyền mới của Campuchia. Sau khi quân đội Đồng minh tái chiếm Đông Dương vào cuối năm 1945, người Pháp trở lại Campuchia, Sihanouk hợp tác trở lại với người Pháp, do đó người Pháp cho phép chính quyền Sihanouk tổ chức bầu cử Quốc hội năm 1946. Trong cuộc bầu cử 1946, Đảng Dân chủ được cả người Pháp và Hoàng gia hậu thuẫn giành được 50 trong số 69 ghế, trong khi Đảng Tự do của Hoàng thân Norindeth chỉ được 16 ghế. Sau cuộc bầu cử năm 1951, Đảng dân chủ vẫn giữ 53 ghế còn Đảng Tự do 18 ghế. Quốc hội này đã thông qua bản Hiến pháp thành lập chính thể quân chủ lập hiến.
Ngày 15/6/1952, do tình hình chính trị bất ổn Sihanouk đã giải tán nội các Huy Kanthol và thay ông này làm Thủ tướng. Ngày 11/1/1953, ông cũng giải tán luôn Quốc hội và cho bắt giữ 17 đảng viên Dân chủ, giam họ 8 tháng mà không hề xét xử. Cũng trong giai đoạn này Norodom Sihanouk thực hiện chiến dịch mà ông gọi là 'Thánh chiến cho Độc lập' bằng các cuộc vận động ngoại giao ở Montreal, Washington và Tokyo. Trong thời gian này, ông cũng không chịu về Phnom Penh, mà ở Siem Reap và Battambang. Ông làm việc này với mục tiêu giành độc lập hoàn toàn cho Campuchia trong vòng ba năm.
Tháng 5 năm 1953, ông sang tị nạn tại Thái Lan và từ chối hồi hương cho đến khi có độc lập. Ông về nước ngày 9 tháng 11 năm 1953. Người Pháp trong khi đang thua trận ở miền Bắc Việt Nam, không còn sức lực đối phó với một tiền tuyến thứ hai nên đồng ý giao trả chủ quyền lại cho Campuchia vào ngày 9/11/1953, trước khi Việt Nam và Lào giành được độc lập..

### Giai đoạn 1954–1964
Ngày 17/2/1955 Sihanouk cho mở một cuộc trưng cầu dân ý với câu hỏi:"Người dân có hài lòng với việc Quốc vương thực hiện cam kết Thánh chiến Hoàng gia của mình hay không?" Kết quả cuộc trưng cầu dân ý là 99,9% người được hỏi trả lời "Có".
Ngày 2 tháng 3 năm 1955, ông thoái vị nhường ngôi cho cha mình là Suramarit. Sau đó ông giữ chức Thủ tướng vài tháng. Đầu tháng 4/1955, ông tuyên bố thành lập đảng Sangkum Reastr Niyum (Cộng đồng Xã hội Chủ nghĩa Bình dân) do ông lãnh đạo. Trong cuộc bầu cử Quốc hội ngày 11/9/1955, bằng các biện pháp ép buộc và dọa dẫm, đảng Sangkum Reastr Niyum giành 83% số phiếu và toàn bộ số ghế trong Quốc hội.
Từ 18/4/1955 đến 24/4/1955, Sihanouk dẫn đầu một đoàn đại biểu đi Bandung dự hội nghị của Phong trào Không liên kết. Từ năm 1956 Sihanouk bắt đầu trở nên thân thiết với Mao Trạch Đông, Chu Ân Lai và Kim Nhật Thành. Sau này ông vẫn gắn bó với Trung Quốc đến mức sống những ngày cuối đời ở đất nước này.
Sau khi cha ông mất năm 1960, Sihanouk không đề cử ai làm Quốc vương mà được Quốc hội bổ nhiệm vào chức Quốc trưởng với danh vị hoàng thân.
Khi Chiến tranh Việt Nam xảy ra, Sihanouk tán thành chính sách Bên thứ 3 chủ trương Campuchia trung lập, đứng ngoài cuộc chiến, cùng đồng thời có quan hệ ngoại giao với cả Trung Quốc và Hoa Kỳ. Năm 1963, ông khước từ cứu trợ của Hoa Kỳ.
Tháng 2/1959, cơ quan Tình báo Phủ Tổng thống Việt Nam Cộng hòa hợp tác với tướng Campuchia Dap Chhoun âm mưu đảo chính lật đổ Sihanouk để đưa Sơn Ngọc Thành lên làm lãnh đạo Campuchia do Sihanouk có khuynh hướng ngả theo Bắc Kinh. Khi cuộc đảo chính bùng nổ thì lực lượng Quân khu V và Quân khu II của Việt Nam Cộng hòa sẽ tiến đến biên giới giúp Dap Chhoun chiếm lĩnh khu vực Đông – Bắc Campuchia. Tuy nhiên, giờ khởi sự bị đình lại vì Sơn Ngọc Thành qua Thái Lan để xin viện trợ quân sự cho mặt trận phía Tây. Chính sự trì hoãn này đã làm cho âm mưu bị bại lộ. Ngay khi phát hiện âm mưu đảo chính, Sihanouk giao Lon Nol thống lãnh lực lượng lính dù mở cuộc tấn công chớp nhoáng vào Siem Reap khi Dap Chhoun còn ngủ. Dap Chhoun cải trang trốn thoát. Quân Lon Nol chiếm dinh thống đốc Siem Reap và bắt được đầy đủ tang vật gồm 100 kg vàng, hai điệp viên Việt Nam Cộng hòa và đài vô tuyến cùng một số vũ khí. Hôm sau, Sihanouk mời tất cả viên chức ngoại giao nước ngoài, trong đó có ông Ngô Trọng Hiếu, đặc sứ Việt Nam Cộng hòa tại Campuchia, đến Siem Reap. Tại dinh thống đốc Siem Reap, Sihanouk không ngớt lời thóa mạ "kẻ thù dân tộc Khmer" và bọn "tay sai đế quốc" rồi trưng ra tất cả nhân chứng lẫn vật chứng trong đó có 100 kg vàng đóng dấu ngân khố Việt Nam Cộng hòa, hệ thống điện đài và hai điệp viên mang thông hành Việt Nam Cộng hòa. Hai điệp viên Việt Nam Cộng hòa bị kết án tử hình còn Dap Chhoun bị lực lượng lính dù của Lon Nol bắt và hạ sát.
Báo Nhân dân dẫn theo các báo Campuchia ngày 22 tháng 6 năm1961 cho biết tòa án Quân sự Campuchia kết án tử hình một điệp viên chính quyền Ngô Đình Diệm, về tội "mưu sát quốc vương và hoàng hậu Campuchia" và tội "làm gián điệp cho Mỹ – Diệm phá hoại nền an ninh Campuchia". Người này là chủ nhiệm tờ Hồn Việt và tờ Tự do xuất bản tại Nông Pênh các năm 1956–1957. Chính phủ Campuchia bắt được nhiều giấy tờ tỏ rõ điệp viên này nhận lệnh của chính quyền Ngô Đình Diệm "âm mưu phá hoại nền an ninh Campuchia", trong đó có cả thư khen của ông Diệm gửi cho ông ta. Kế hoạch ám sát Sihanouk được ông Ngô Đình Nhu và Trần Kim Tuyến thảo luận chi tiết, sau khi mưu đảo chính tại Campuchia thất bại. Tuy nhiên âm mưu ám sát bất thành do Sihanouk may mắn thoát chết.. Phạm Trọng Nhơn là thủ phạm của vụ này. Theo báo An ninh Thế giới, Sihanouk thoát chết là nhờ một điệp viên của Việt Nam Dân chủ Cộng hòa là Ba Quốc (tên thật là Đặng Trần Đức), phụ tá Phó Giám đốc Sở Nghiên cứu Chính trị Xã hội Việt Nam Cộng hòa, tham gia vào âm mưu ám sát đã cài đặt bom lệch giờ.

### Giai đoạn 1965–1969
Đến năm 1965, sau khi Mỹ đưa quân vào Việt Nam bảo vệ Việt Nam Cộng hòa, ông cắt đứt quan hệ ngoại giao với Mỹ và Anh. Mùa xuân 1965, ông thỏa thuận với Trung Quốc và Bắc Việt Nam cho phép sự hiện diện của các căn cứ của lực lượng Quân đội Nhân dân Việt Nam ở sát biên giới Campuchia – Việt Nam đồng thời cho phép viện trợ của Trung Quốc cho cộng sản Việt Nam thông qua các cảng Campuchia. Campuchia được đền bù bằng cách Trung Quốc mua gạo của Campuchia với giá cao. Ông cũng nhiều lần lên tiếng rằng chiến thắng của phe cộng sản ở Đông Nam Á là không thể tránh khỏi và cho rằng chủ nghĩa Mao đáng để mọi người thi đua. Chính sách hữu hảo với Trung Quốc của ông bị phá sản do thái độ cực đoan của Trung Quốc vào thời kỳ cao trào của Cách mạng văn hóa.
Trong giai đoạn 1966–1967, Sihanouk đã đàn áp chính trị loại bỏ các đảng cánh tả ở Campuchia. Ông đàn áp đảng Pracheachon cánh tả bằng cách buộc tội thành viên của đảng này hoạt động phục vụ Hà Nội nhưng cũng làm mất lòng phe hữu do ông không nhận thức được tình hình kinh tế suy thoái do việc thực hiện quốc hữu hóa và độc quyền nhiều ngành công nghiệp, dịch vụ (bị trầm trọng thêm bởi việc mất đi nguồn xuất khẩu gạo, do lực lượng Quân đội Nhân dân Việt Nam thu mua mất) và do sự hiện diện ngày càng tăng của lực lượng quân sự cộng sản trên đất Campuchia. Việc đàn áp phe tả và mất tín nhiệm trước phe hữu cùng với những thay đổi trong chính sách ngoại giao làm cho thái độ cân bằng các bên để giữ thế trung lập khó duy trì được.

## Bị phế truất và hợp tác với Khmer Đỏ
Ngày 18 tháng 3, 1970, trong lúc ông đang đi nghỉ ở biệt thự riêng của gia đình tại miền nam nước Pháp, Lon Nol – thủ tướng chính phủ cho quân đội bắt giữ chính quyền dân sự ở Phnom Penh và bố trí xe tăng bao vây toà nhà Quốc hội sau đó triệu tập Quốc hội bỏ phiếu phế truất Sihanouk khỏi vị trí Quốc trưởng và trao quyền lực khẩn cấp cho Lon Nol. Việc đàn áp đối lập và các chính sách kinh tế sai lầm của Sihanouk, cũng như thái độ xích lại gần Việt Nam và Trung Quốc của ông cùng với áp lực của Lon Nol khiến Quốc hội bỏ phiếu bãi nhiệm ông. Sihanouk gọi đây là âm mưu đảo chính của CIA.
Hoàng thân Sirik Matak – người được chính phủ Pháp loại bỏ để trao ngôi vị cho Sihanouk – đã được giao chức Phó Thủ tướng. Sau khi mất quyền lực, Hoàng thân Sihanouk đến Bắc Kinh và bắt đầu ủng hộ Khmer Đỏ trong cuộc chiến lật đổ chính phủ Lon Nol ở Phnom Penh. Sihanouk đã đến nhiều nước trên thế giới để kêu gọi sự ủng hộ cho Khmer Đỏ. Khi nước Cộng hòa Khmer rơi vào tay Khmer Đỏ vào năm 1975, Hoàng thân Sihanouk trở thành nguyên thủ quốc gia hình thức của chính phủ mới khi Pol Pot còn nắm quyền lực. Ngày 4 tháng 4 năm 1976, Sihanouk từ chức vì sự tàn bạo của Khmer đỏ và nghỉ hưu. Sihanouk sang tị nạn tại Trung Quốc và Bắc Triều Tiên. Việc Sihanouk đứng đầu Khmer Đỏ trong suốt 6 năm từ 1971 đến 1976 là điều mà giới trí thức Campuchia không bao giờ quên được.
Năm 1978, quân đội Việt Nam sang lãnh thổ Campuchia đánh đổ Khmer Đỏ. Tháng 1/1979, Sihanouk tiếp tục tới Liên Hợp Quốc ở New York để vận động cho Khmer Đỏ và kêu gọi Liên Hợp Quốc gửi quân đến Campuchia tấn công quân Việt Nam.
Năm 1982, ông trở thành Chủ tịch Chính phủ Liên hiệp Campuchia Dân chủ bao gồm: Đảng Funcinpec của mình, Mặt trận giải phóng Campuchia của Son Sann và Khmer Đỏ. Quân Việt Nam rút khỏi Campuchia năm 1989, Thủ tướng Hun Sen lãnh đạo Nước cộng hòa Nhân dân Campuchia.
Tuy nhiên, năm 1977 và 1987, Sihanouk tham dự lễ Cách mạng Tháng Mười của Liên Xô, để xoa dịu giới chức Xô viết ở vấn đề Khmer Đỏ.

## Lần trị vì cuối cùng
Các đảng phái ở Campuchia đã đàm phán đến năm 1991 và các bên đã đồng ý ký thỏa thuận hòa giải toàn diện ở Paris. Ngày 14 tháng 11 năm 1991, Hoàng thân Norodom Sihanouk trở về Campuchia sau 13 năm lưu vong. Trong cuộc bầu cử 1993, đảng Nhân dân Cách mạng Campuchia thất cử. Sihanouk đã can thiệp để buộc con trai là Hoàng thân Ranariddh và đảng FUNCIPEC của ông này tiếp nhận Hun Sen làm đồng thủ tướng nhằm đổi lấy việc trở lại ngai vàng. Sau đó Hun Sen thực hiện đảo chính đổ máu lật đổ Hoàng thân Ranariddh vào năm 1997.
Năm 1993, Sihanouk lại trở thành quốc vương Campuchia và con trai ông, thái tử Norodom Ranariddh làm thủ tướng. Theo Hiến pháp của Campuchia, quốc vương chỉ "trị vì nhưng không cai trị". Do bệnh tật, ông phải đi lại chữa trị ở Bắc Kinh nhiều lần. Thú tiêu khiển của Sihanouk: sáng tác âm nhạc bằng các thứ tiếng khác nhau (tiếng Khmer, tiếng Pháp và tiếng Anh), đạo diễn nhiều bộ phim và chỉ huy dàn nhạc. Ông có website riêng. Tháng 1 năm 2004, ông tự chuyển sang sống lưu vong tại Bình Nhưỡng, sau đó là Bắc Kinh, lấy lý do sức khỏe kém, ông tuyên bố thoái vị ngày 7 tháng 10 năm 2004. Hiến pháp Campuchia không cho phép tự thoái vị. Chea Sim, Chủ tịch Thượng viện Campuchia, tạm nắm giữ chức Quyền nguyên thủ Nhà nước cho đến ngày 14 tháng 10 khi Hội đồng Tôn vương bầu Norodom Sihamoni – một trong những người con trai của Sihanouk - lên làm quốc vương mới.

## Qua đời
Sihanouk qua đời vì bệnh tim tại thủ đô Bắc Kinh của Trung Quốc vào lúc 2 giờ 25 phút ngày 15 tháng 10 năm 2012 theo giờ địa phương. Hai ngày sau, Quốc vương Norodom Sihamoni tới Bắc Kinh mang di hài cha mình về Campuchia.

## Tang lễ
Sau một tuần tang lễ vào tháng 10 năm 2012, thi hài ông được lưu giữ trong Cung điện Hoàng gia để người dân tới bày tỏ sự tôn kính cuối cùng.
Vào ngày 4 tháng 2 năm 2013 (sau ba tháng được lưu giữ trong Cung điện Hoàng gia), Campuchia tiến hành lễ hỏa thiêu thi hài cựu quốc vương Norodom Sihanouk.
Một phần tro cốt của ông được rải gần nơi hợp lưu của bốn con sông tại Phnom Penh. Trong khi phần tro cốt còn lại sẽ được đưa về cung điện hoàng gia vào ngày 7 tháng 2 năm 2013, nằm cạnh công chúa Kunthea Buppha, theo ý nguyện của cựu quốc vương.